# Holmul
Holmul è un sito archeologico della civiltà Maya situato nella regione nord-orientale del bacino di Petén in Guatemala, vicino al confine con il Belize. Il sito venne visitato per la prima volta da una squadra di archeologi nel 1911, organizzata da Raymond Merwin dell'università di Harvard. Il lavoro iniziale di Merwin ad Holmul produsse la prima stratigrafia a essere definita in una regione Maya. Gli scavi ad Holmul vennero ripresi solo nel 2000.

## Storia
Holmul, come città, iniziò la sua esistenza attorno all'800 a.C., e venne abbandonata nel 900 d.C., nello stesso periodo in cui l'intera civiltà Maya entrò in una fase di grande declino, ciò la rende una tra le città che furono abitate dai Maya per più tempo. Holmul raggiunse l'apice della prosperità tra il 750 e il 900 d.C., avendo anche un'influenza sociale sugli altri numerosi insediamenti della regione.
Un altro sito, vicino a Holmul, chiamato La Sufricaya, ha dei muri dipinti che rappresentano un legame con il dominio esercitato dalla città. La gente straniera della città e della regione proveniva probabilmente da Teotihuacan e da Tikal, specialmente tra il 300 e il 550 d.C.. 
Holmul fu una delle ultime città a essere abbandonate e gli archeologi sono interessati alle mura costruite intorno alla città durante gli ultimi anni. Esiste anche la cinta muraria intorno a un'altra città nel territorio di Holmul, chiamata Cival, il che potrebbe suggerire la possibilità di un assedio finale vicino al momento del crollo delle due città, anche se le reali implicazioni delle strutture sono sconosciute.